# فهرست سرویس‌های نقشه برخط
سرویس‌های ارائه نقشه آنلاین یا برخط به تناسب این که سرویس در سطح جهانی یا منطقه ای می‌دهند قابل دسته‌بندی هستند. همچنین از این نظر که نقشه رقومی یا تصاویر هوایی و ماهواره ای یا ترکیب آنها را نیز می‌توانند ارائه دهند نیز قابل دسته‌بندی هستند

## سرویس‌های جهانی
سرویس‌های جهانی ممکن است از نظر جزئیات و کیفیت داده در تمام جهان یکسان نباشند
- اوپن‌استریت‌مپ
- یاندکس مپ
- اپل مپس
- Bing Maps
- Bhuvan
- گوگل مپز
- هیر تکنالوجیز
- MapQuest
- OpenStreetMap
- ViaMichelin
- TomTom
- Waze
- WikiMapia
- Yahoo! Maps
- WhatIsWhere

## سرویس‌های محلی و منطقه ای
این سرویس‌ها صرفاً محدوده‌های کوچکتر را پوشش می‌دهند و در برخی از موارد از سرویس‌های جهان دارای جزئیات بیشتری هستند

### ایرانی
- نشان و بلد[۱][۲][۳]

### اتحادیه اروپا
- " INSPIRE Geoportal", اتحادیه اروپا

### استرالیا
- "The Australian National Map", تولید TerriaJS.
- "MinView", تولید دولت نیوساوت ولز
- "Whereis", تولید Sensis

### استونی
- Estonian Land Board - پوشش کامل کشور

### اسرائیل
- "Walla! Maps", تولید Walla!.

### امارات متحده عربی
- "Abu Dhabi Geospatial Portal",دولت
- "Makani", شهرداری دوبی

### اندونزی
- "Ina-Geoportal", تولید Badan Informasi Geospasial.

### انگلستان
- "OS Maps", تولید Ordnance Survey.
- OpenStreetMap - پوشش کلی کشور

### ایالات متحده آمریکا
- Apple Maps - پوشش کل کشور
- Bing Maps – پوشش کل کشور
- Google Maps - پوشش کل کشور
- MapQuest - پوشش کل کشور
- The National Map تولید سازمان جغرافیایی ملی
- Roadtrippers - پوشش کل کشور
- TerraServer-USA - پوشش کل کشور

### آذربایجان
- "GoMap.Az", تولید دولت آذربایجان.

### آفریقا
- Africomaps - پوشش نقشه ۵۴ کشور عضو قاره آفریقا

### آفریقای جنوبی
- "AfriGIS Maps", تولید AfriGIS.

### آلمان
- "Geoportal.de", تولید سازمان کارتوگرافی و ژئودزی آلمان (BKG).

### بحرین
- "Bahrain Locator", تولید شده توسط دولت بحرین.

### بلژیک
- Geo.Brussels - منطقه بروکسل را پوشش می‌دهد
- Geopunt - سرویس ارائه نقشه متن باز که منطقه Flemish را پوشش می‌دهد
- WalonMap - منطقه والونی را پوشش می‌دهد

### بنگلادش
- "Barikoi" - فعلاً شهر داکا و بخش‌های از شهر ناراین‌گنج در این سرویس است ولی در آینده قرار است کلیه شهرهای کشور را در بر بگیرد

### تایلند
- "Longdo Map", تولید Longdo.

### تایوان
- "NLSC Maps", مرکز نقشه برداری تایوان.

### ترکیه
- "Gezgin Geoportal", دولت ترکیه

### جمهوری چک
- "Mapy.cz", تولید جمهوری چک

### چین
- "AutoNavi Maps", تولید شده توسط AutoNavi|AutoNavi (Gaode).
- "Baidu Maps", تولید Baidu.
- "Tencent Maps", تولید Tencent.
- "Tianditu", تولید اداره نقشه برداری کشور چین.

### روسیه
- Yandex Maps, تولید Yandex.
- 2GIS,تولید 2gis.
- Maps.me,تولید Mail.Ru

### ژاپن
- "Yahoo! Japan Maps", تولید Yahoo! Japan.
- "MapFan", تولید Increment P.

### سنگاپور
- "OneMap", دولت سنگاپور.

### سوئیس
- map.geo.admin.ch - تولید دولت فدرال

### عربستان سعودی
- "GeoPortal Saudia", سازمان نقشه برداری عربستان سعودی.

### عمان
- "National Survey Authority Geoportal", تولید سازمان نقشه برداری عمان عمان

### فرانسه
- Géoportail - دولت فرانسه و کل کشور را پوشش می‌دهد
- ViaMichelin - سرویس ارائه نقشه جهانی و شهرها و باقابلیت نقشه آب و هوا، رزرو بلیط و هتل و رستوران که توسط ViaMichelin ایجاد شده‌است.
- Mappy.com - مسیریابی و سفر در کل اروپا

### فلسطین
- "GeoMOLG", تولید دولت خودگردان فلسطین.

### فلیپین
- "Philippine Geoportal", دولت فلیپین.

### قطر
- "Qatar Geoportal", دولت قطر

### کره جنوبی
- "Daum Map", تولید Daum (web portal).
- "Naver Maps", تولید Naver.

### کویت
- "Kuwait Finder", تولید دولت کویت.

### مالت
- "Geoserver map portal", دولت مالت

### مالزی
- "1Malaysia Map", تولید وزارت آب و منابع طبیعی مالزی.

### مصر
- "NARSS Geoportal", تولید سازمان فضایی و دورکاوی دولت مصر.

### میانمار
- "DPS Map",پوشش کامل میانمار و برمه.

### نیوزلند
- "NZGB Gazetteer", سازمان مدیریت اراضی نیوزلند.

### ویتنام
- "Vietbando Maps", تولید Vietbando.
- "Vinalo Maps",تولید Vinalo.

### هند
- Bhuvan, تولید سازمان تحقیقات فضای هند
- "MapmyIndia Maps", تولید MapmyIndia
- "MapsofIndia", تولید Compare Infobase Limited
- "Survey of India Maps", تولید سازمان نقشه برداری هند

### هنگ کنگ
- Centamap – تولید دولت هنگ کنک و فعال از سال ۱۹۹۹